# Politiezone LoWaZoNe

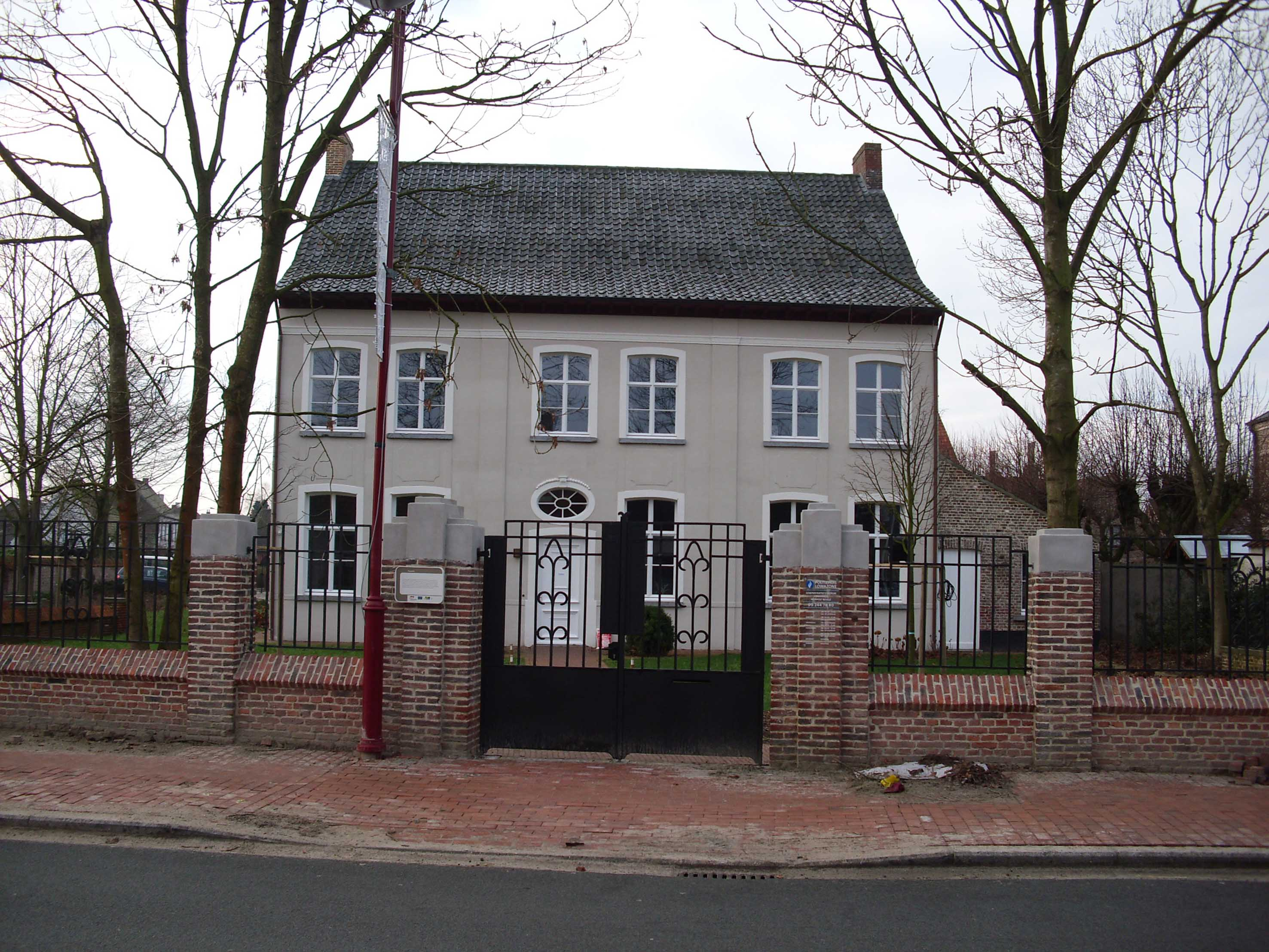
Het hoofdkantoor te Hansbeke.

Politiezone LoWaZoNe (zonenummer 5422) was een politiezone die werkte in de Belgische toenmalige gemeenten Lovendegem, Waarschoot, Zomergem en Nevele. Sinds 1 januari 2019 is deze politiezone veranderd naar Politiezone Deinze-Zulte-Lievegem.
Het hoofdkantoor is sinds 2009 gevestigd in de oude pastorie van de deelgemeente en parochie Hansbeke (Nevele). Het gebouw dateert van 1847 en werd na een grondige renovatie in gebruik genomen. Rond 1625-1627 werd reeds op dezelfde plaats een pastorie gebouwd.

## Indeling
- Centraal Onthaalpunt Interventieploegen Zomergem
- Politiepost Lovendegem
- Politiepost Waarschoot
- Politiepost Zomergem
- Politiepost Nevele (Hansbeke): administratief centrum, beleid en beheer; politiepost Nevele en verkeerspost LoWaZoNe.